# 제니팝나무
제니팝나무(genipap--, 학명: Genipa americana 게니파 아메리카나[*])는 꼭두서니과의 나무이다. 열매인 제니팝(영어: genipap)을 과일로 먹는다. 원산지는 남아메리카와 중앙아메리카, 카리브제도 및 멕시코이다.

## 이름
영어 "제니팝(genipap)"의 어원은 포르투갈어 "제니파푸(jenipapo, 옛철자: genipapo)"이며, 이는 다시 투피어 "얀드파와(îandypáûa)"에서 유래했다. 동원어로는 과라니어 "냐느파(ñandypa)"가 있다. 영어권에서는 "제닙(genip)"이라는 이름도 쓰인다. 포르투갈어권에서는 열매를 "제니파푸(jenipapo)", 나무를 "제니파페이루(jenipapeiro)"라 부른다. 스페인어권에서는 "우이토(huito)"나 "하과(jagua)"라 불리는데, 각각 케추아어 "위툭(wituq)"과 "하와(hawa)"에서 유래했다.

## 사진

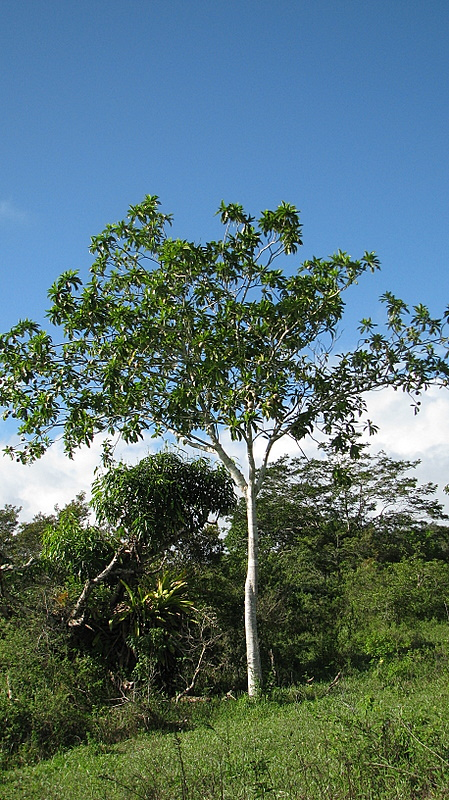
나무
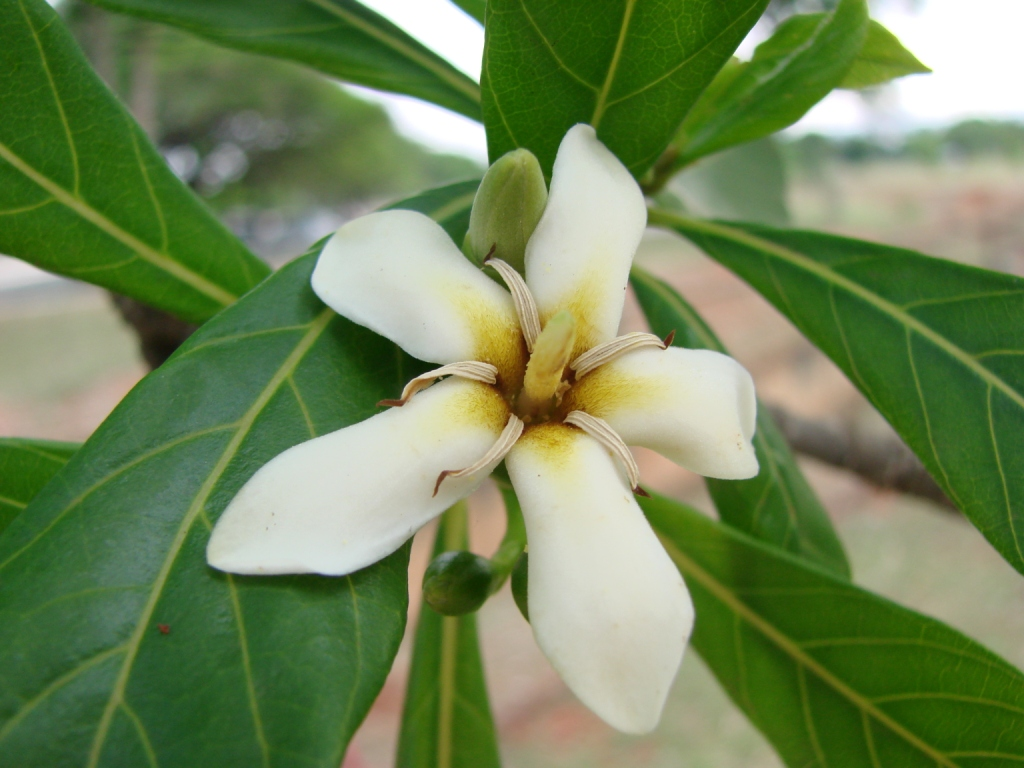
꽃
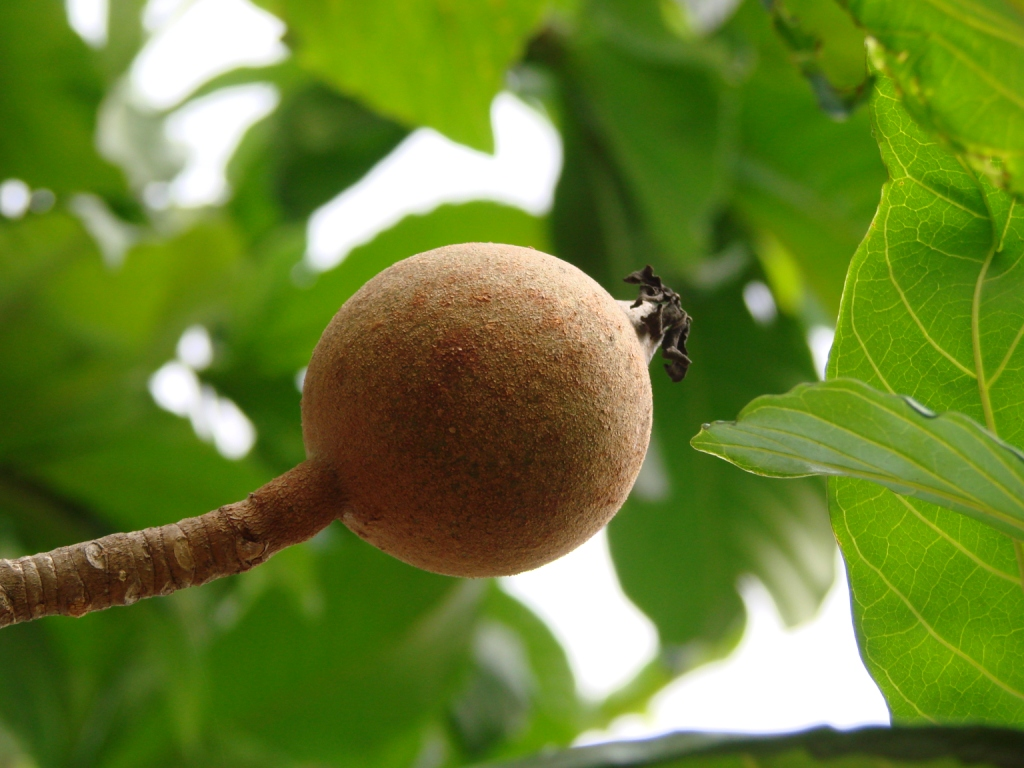
열매
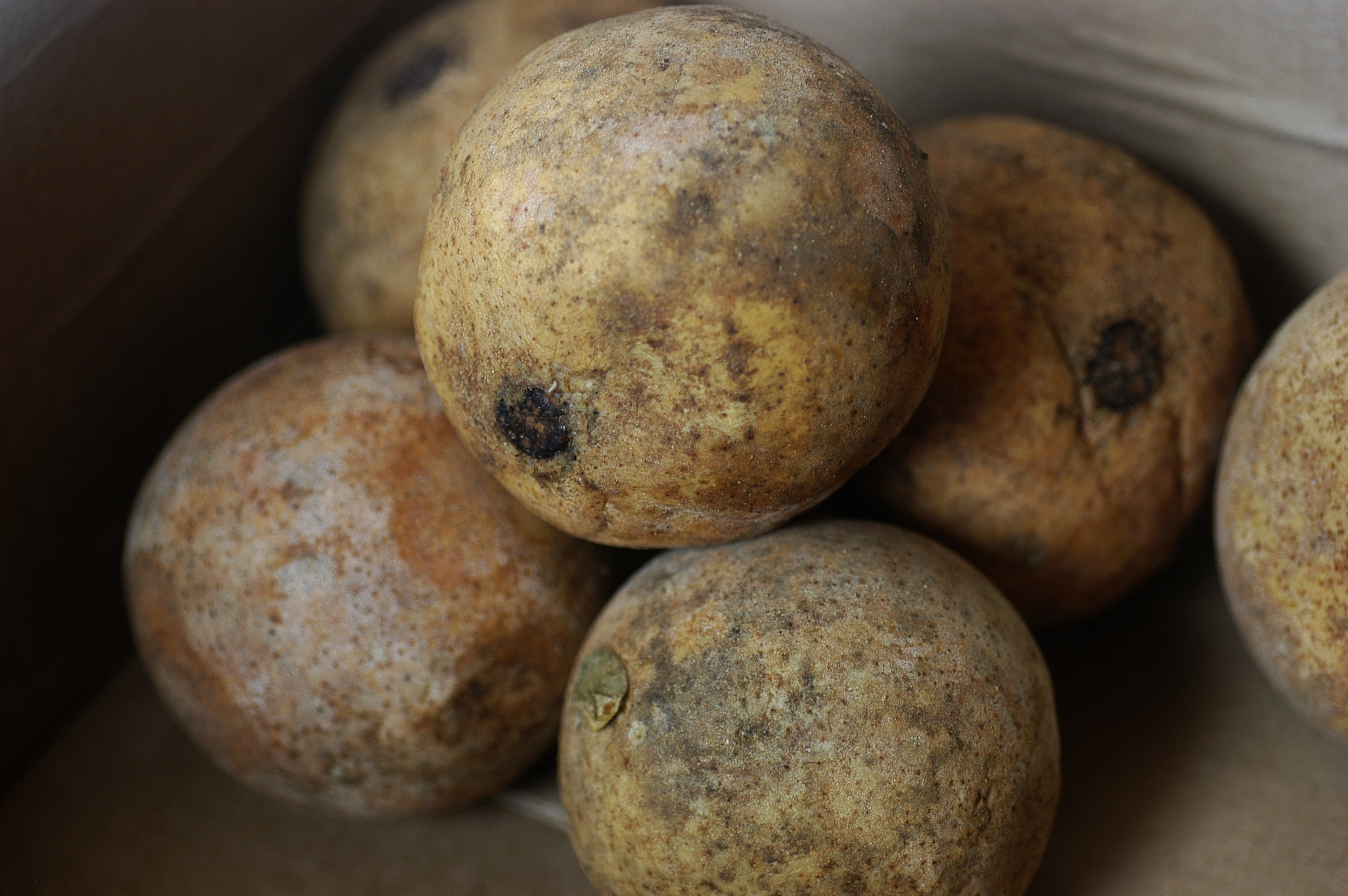
제니팝
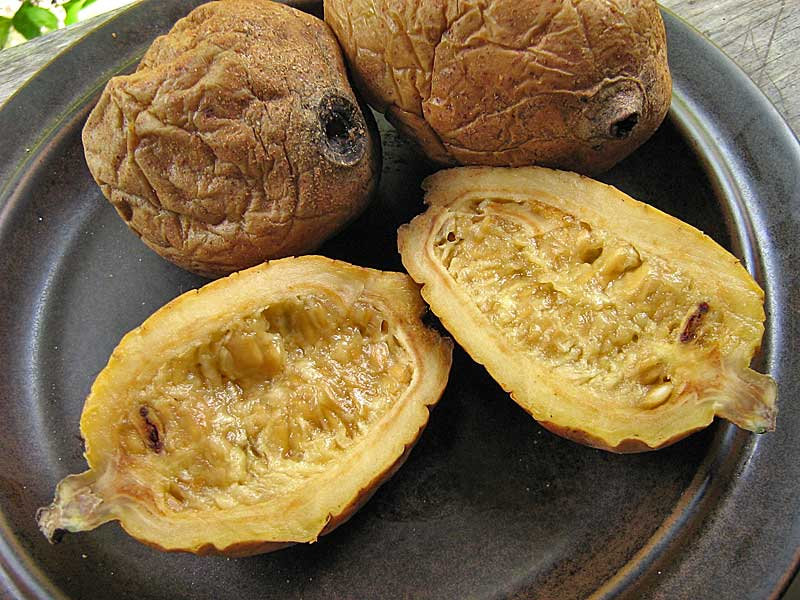
제니팝 단면